# Saphirlori
Der Saphirlori (Vini peruviana), auch Tahiti-Blaulori genannt, ist eine Papageienart aus der Gattung der Maidloris (Vini). Die Art ist nur in Französisch-Polynesien und auf Aitutaki beheimatet.

## Merkmale
Der Saphirlori erreicht eine Größe von etwa 18 cm mit einem runden kurzen Schwanz. Die Grundfarbe des Gefieders ist saphirblau, die Brust und der untere Teil des Gesichtes ist weiß. Der Schnabel ist orange getönt, die Füße sind rötlich. Jungvögel haben noch kein weißes Gefieder und haben ein blaugraues Gesicht und Unterteil. Der Schnabel der Jungvögel ist schwarz, die Beine und Füße sind bräunlich orange.

## Lebensweise
Der Saphirlori ist ständig in Bewegung. Oft fliegen die Vögel in kleinen Trupps von zwei bis sechs Individuen schrill schreiend umher. Sein Flug ist schnell und direkt mit rasanten Flügelschlägen. Wenn der Vogel nicht auf Nahrungssuche ist, rastet er in den Kronen der Kokospalmen oder auch gerne auf Bananenstauden.
Wie die meisten Loris ernährt sich der Saphirlori hauptsächlich von Nektar und Pollen diverser Bäume und Sträucher. Mit ihrer Pinselzunge nehmen sie den Nektar von täglich bis zu 5000 Blüten zu sich. Sie besuchen für die Nahrungssuche natürliche Vegetationsformen wie Waldungen und Strauchdickichte ebenso wie vom Menschen angelegte Pflanzungen und Gärten. Nicht zuletzt spielen heute vom Menschen eingebürgerte Fruchtbäume und Ziergehölze für die Ernährung der Saphirloris eine bedeutende Rolle.
Das Weibchen legt durchschnittlich zwei Eier in eine mindestens zehn Meter vom Boden entfernten Baumhöhle. Die Eier sind weiß, fast kugelrund und mit 1,9 auf 1,7 cm ziemlich klein. Die Partner wechseln sich beim Brüten ab und nach etwa 25 Tagen schlüpfen die Jungvögel, welche nach zwei Monaten flügge sind und das Nest verlassen.

## Status
Der Saphirlori ist durch die eingeschleppte Hausratte (Rattus rattus), verwilderte Katzen und durch importierte Stechmücken gefährdet, deshalb wird die Art als „gefährdet“ eingestuft.